# Aloe prinslooi
Aloe prinslooi ist eine Pflanzenart der Gattung der Aloen in der Unterfamilie der Affodillgewächse (Asphodeloideae). Das Artepitheton prinslooi ehrt Gerry J. Prinsloo, den Entdecker der Art.

## Beschreibung

### Vegetative Merkmale
Aloe prinslooi wächst stammlos, ist einfach oder bildet kleine Gruppen. Die 16 bis 30 lanzettlichen Laubblätter bilden eine Rosette. Die grüne Blattspreite ist 14 bis 20 Zentimeter lang und 4 bis 8 Zentimeter breit. Sie ist mit wenigen bis zahlreichen weißen Flecken besetzt, die manchmal Querbänder bilden. Auf der Blattoberseite sind die Flecken dichter. Die stechenden Zähne am Blattrand sind 4 Millimeter lang und stehen 5 bis 7 Millimeter voneinander entfernt.

### Blütenstände und Blüten
Der Blütenstand weist zwei bis vier Zweige auf und erreicht eine Länge von bis zu 60 Zentimeter. Die dichten, kopfig-ebensträußigen Trauben sind 6 bis 12 Zentimeter lang und 6 bis 7 Zentimeter breit. Die verschmälerten Brakteen weisen eine Länge von bis zu 30 Millimeter auf und sind 5 Millimeter breit. Die hell weißlichgrünen, hell- bis tief muschelrosa überhauchten Blüten stehen an bis zu 30 Millimeter langen Blütenstielen. Sie sind etwa 17 Millimeter lang und an ihrer Basis gerundet. Oberhalb des Fruchtknotens sind die Blüten manchmal leicht verengt. Ihre äußeren Perigonblätter sind auf einer Länge von 5 bis 7 Millimetern nicht miteinander verwachsen. Die Staubblätter und der Griffel ragen kaum aus der Blüte heraus.

## Systematik und Verbreitung
Aloe prinslooi ist in der südafrikanischen Provinz KwaZulu-Natal auf grasigen Hängen und in offenem Waldland in Höhen von 800 bis 1500 Metern verbreitet. 
Die Erstbeschreibung durch Inez Clare Verdoorn und  David Spencer Hardy wurde 1965 veröffentlicht.

## Nachweise